# Uchana
Uchana é uma cidade  no distrito de Jind, no estado indiano de Haryana.

## Geografia
Uchana está localizada a 29° 28′ N, 76° 10′ L. Tem uma altitude média de 215 metros (705 pés).

## Demografia
Segundo o censo de 2001, Uchana tinha uma população de 14 100 habitantes. Os indivíduos do sexo masculino constituem 54% da população e os do sexo feminino 46%. Uchana tem uma taxa de literacia de 58%, inferior à média nacional de 59,5%: a literacia no sexo masculino é de 67% e no sexo feminino é de 48%. Em Uchana, 15% da população está abaixo dos 6 anos de idade.